# Discipline-Based Educational Research
Discipline-Based Educational Research (DBER) ist eine spezielle Ausprägung des Scholarships of Teaching and Learning (SoTL), welche in bestimmten Fachgebieten verankert ist und als Teil der jeweiligen Fachkultur angesehen wird. Forschende in diesem Bereich sind häufig wissenschaftlich primär in ihren jeweiligen Fachrichtungen verankert. Themen sind häufig lehrpraxisnah auf bestimmte fachspezifische Lehrinhalte fokussiert.

## Definition
Die Discipline-Based Educational Research ist eng mit der Wissenschaft des Lehrens und Lernens (Scholarship of Teaching and Learning, SoTL) verwandt, doch gibt es wichtige Unterschiede.  SoTL wird nicht unbedingt von Fachspezialisten vorangetrieben, sondern konzentriert sich auf allgemein anwendbare Prinzipien evidenzbasierter Lehrmethoden. DBER hingegen wird am häufigsten von Lehrkräften aus naturwissenschaftlichen Fächern, z. B. Physikern, vorangetrieben, die die theoretische und empirische Wissensbasis für das Lehren und Lernen in diesen Fächern verbessern wollen. Der Fokus ist dabei oft auf der Hochschullehre (Hochschulfachdidaktik). Methoden und Vokabular werden häufig aus den Disziplinen übernommen, so dass sich beispielsweise Arbeiten zur Hochschulfachdidaktik der Physik (Physics Education Research, PER) häufig wie andere Arbeiten zur Physikforschung lesen und anfühlen. Tendenziell  wird DBER vor allem in den MINT-Disziplinen praktiziert.

## Geschichte
Man kann argumentieren, dass die Discipline-Based Educational Research in den Vereinigten Staaten erstmalig Prominenz erlangte, und dort insbesondere in der Physik. Anlass war der Sputnikschock. Mit dem Beginn des Wettlaufs ins All starteten die Vereinigten Staaten auch Initiativen zur MINT-Bildung, um die künftige Wettbewerbsfähigkeit zu sichern. Robert Karplus dürfte der erste Physiker gewesen sein, der die Karriere wechselte und von der theoretischen Physik zu dem wechselte, was später PER wurde. In den späten 1960er Jahren wechselten mehr Physikdozenten (zumindest teilweise) zu PER, und sie begannen, Doktoranden zu beschäftigen. Ein zusätzlicher Anstoß wurde durch Workshops in den späten 1970er Jahren gegeben, die von Karplus, Arnold Arons und Lillian McDermott von der University of Washington organisiert wurden und an denen mehrere zukünftige Quereinsteiger teilnahmen. Viele dieser Fakultätsmitglieder konnten schließlich durch ein Sabbatical an der University of Washington in ihrem neuen Fachgebiet Fuß fassen.  Zu diesen Quereinsteigern gehören heute führende Mitglieder von Fachgesellschaften und mindestens drei Nobelpreisträger (Kenneth Wilson, Leon Lederman und Carl Wieman).

## Themen
Discipline-Based Educational Research beschäftigt sich mit dem Lehren und Lernen in spezifischen Disziplinen und versucht, pädagogische Praktiken zu verbessern, indem sie disziplinspezifische Erkenntnisse und Methoden verwendet. Hier sind einige typische Themen, die in DBER untersucht werden:
- Lehrmethoden: Wie können spezifische Unterrichtsmethoden und -strategien, die auf den Besonderheiten einer bestimmten Disziplin basieren, am effektivsten eingesetzt werden? Wie wirken sich diese Strategien auf den Lernerfolg aus? Besonders hervorzuheben sind aktivierende Lehrmethoden.

- Bewertung und Feedback: Wie können Bewertung und Feedback in einer bestimmten Disziplin gestaltet werden, um den Lernprozess effektiv zu unterstützen? Welche disziplinspezifischen Bewertungsmethoden sind am effektivsten? Dabei werden disziplinspezifisch formatives und summatives Assessment untersucht.
- Konzeptverständnis: Wie verstehen Studierende bestimmte zentrale Konzepte in einer Disziplin? Welche Fehlkonzepte gibt es oft, und wie können diese überwunden werden? Welche Schwellenkonzepte gibt es? Wichtig sind in diesem Zusammenhang besonders Konzeptinventare, wobei das Force Concept Inventory ursprünglich besonders einflussreich für die Weiterentwicklung von DBER war.
- Unterschiede in den Lernerfahrungen: Wie unterscheiden sich die Lernerfahrungen von Studierenden in verschiedenen Disziplinen? Wie beeinflussen Geschlecht, ethnische Zugehörigkeit, sozioökonomischer Status und andere Faktoren diese Erfahrungen?

- Technologieeinsatz im Unterricht: Wie kann Technologie effektiv in der Lehre einer bestimmten Disziplin eingesetzt werden? Welche Arten von Technologie sind besonders nützlich, und welche Herausforderungen stellen sie dar? Technologien with Clicker können Unterrichtsstrategien wie Peer Instruction unterstützen.
- Förderung der Motivation und des Engagements: Wie können Lehrende in einer bestimmten Disziplin die Motivation und das Engagement der Studierenden fördern, besonders in Grundlagenfächern, die nicht unmittelbar dem Interesse der Studierenden entsprechen?

## Journale
In verschiedenen Disziplinen der Hochschullehre haben sich innerhalb professioneller Vereinigungen jeweils Journale um DBER entwickelt:
- Chemistry Education and Practice: Journal der Royal Society of Chemistry
- Journal of Engineering Education: Journal der American Society for Engineering Education
- Journal of Geoscience Education: Journal der Geological Society of America
- Physical Review Physics Education Research: Journal der American Physical Society